# 칠지도

국립부여박물관에 전시 중인 칠지도 복제품

칠지도(七支刀)는 일본 나라현 덴리시 이소노카미 신궁(石上神宮)에 보관 중인 길이 74.9cm의 양 옆으로 모두 6개의 가지가 뻗은 철제 칼로 칼에는 표면(앞면)에 35자, 이면(뒷면)에 27자로 총 62자의 금상감 명문이 새겨져 있는데,(X-레이 촬영결과 앞면에 十(십)자가 숨겨져 있음이 발견되어 1자가 늘었다.) 명문(銘文)의 해석을 둘러싸고 한일 역사학계에서는 서로 해석을 달리하고 있다. 해석 문제는 광개토왕릉비와 더불어 임나일본부설의 실재 여부를 입증하는 데 중요한 단서가 되기 때문이다.

## 발견
이소노카미 신궁에서 ‘육차모(六叉鉾)’라는 명칭으로 전해져 내려오다가 1873년 신궁의 궁사에 의해 명문이 발견되었고, ‘칠지도’로서 학계에 알려지게 되었다.

## 형태

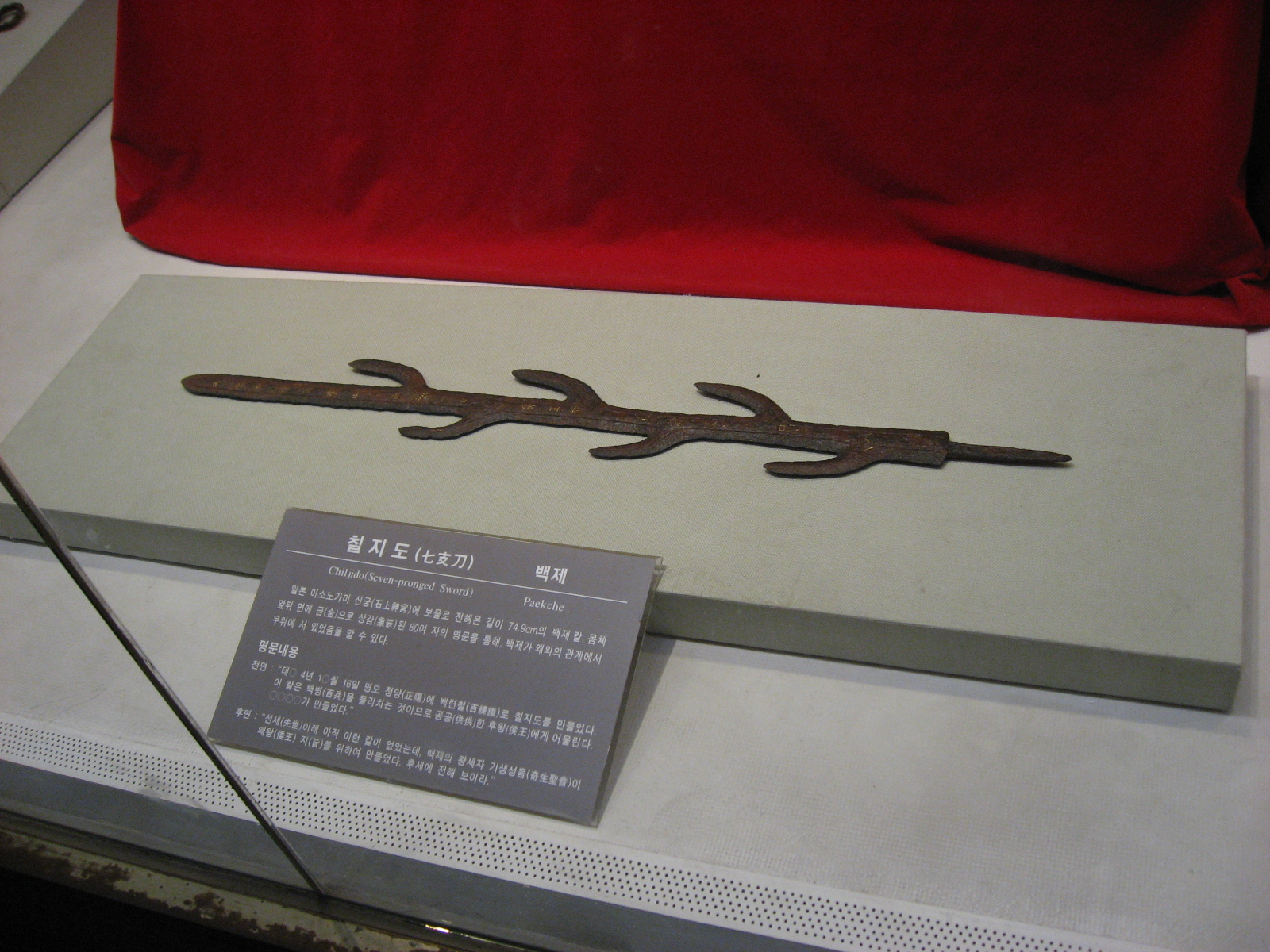
전쟁 기념관에 전시 중인 칠지도 복제품

74.9 cm 중 칼날 부분이 65cm이고 나머지는 칼자루다. 칼 좌우로 3개씩 가지가 뻗어있으며 주 몸통과 더불어 7개의 가지로 보고 칠지도라는 이름이 붙어 있다. 한국금석문 종합영상정보시스템 에서는 이 때문에 이 칼이 실제 전투용으로서보다는 의식용으로 보고 있다.

## 내용
1977년과 1978년에 찍은 확대 근접사진과 1981년 NHK에서 촬영한 X-레이 사진을 통해 보면 年(연)자와 月(월)자 사이에 十(십)자가 검출되어 그동안 五月(5월)로 보았던 명문을 十一月(11월)로 볼 수 있게 되었다.
학자 마다 다르게 해석하고 있지만, 대개 앞면과 뒷면에 새겨진 명문(銘文)은 다음과 같다.
앞면
泰[和] 四年 十一月十六日丙午正陽造百鍊鐵七支刀[出]辟百兵宜供供侯王□□□□作

태[화] 4년 11월 16일 병오날 한낮에 백번이나 단련한 강철로 칠지도를 만들었다. 이 칼은 온갖 적병을 물리칠 수 있으니, 제후국의 왕에게 나누어 줄만하다. △△△△ 만들었다.

뒷면
先世以來未有此刀百濟王世子奇生聖音故爲倭王旨造傳示後世

지금까지 이러한 칼은 없었는데, 백제 왕세자 기생(奇生)이 성음(聖音)으로 왜왕 지를 위해 만들게 하였으니 후세에 전하여 보이라.

## 주요 연구
1945년 이전의 연구는 일본서기의 신공황후기에 언급된 칠지도가 실재함으로 일본서기와 신공황후에 대한 신빙성을 증명하는 것에 사용되었다. 신공황후의 삼한정벌에 대한 증거로 채택되어 한반도 병합의 역사적 이유로 이용되었다.
칼이 너무 오래되어 부식되어 철의 녹과 상감의 박락때문에 알아볼 수 없는 부분이 많다. 칠지도 명문에 대한 해석이 본격화된 것은 1945년 이후 일본 학자들에 의해서였다. 그들의 연구에 따라 명문이 61자인 것이 확인되었고, 이 칠지도가 한일 고대사의 중요한 비밀을 가지고 있다는 사료로서 가치가 인정되었다. 이러한 연구 결과로 일본 학자들은 《일본서기》(니혼쇼키) 신공기 52년조에 언급되고 있는 "칠지도"로 해석하여 이 칼이 백제 왕이 일본 천황에게 헌상했다고 주장했다.
한국 역사학계에서는 오랫동안 이 칠지도는 연구되지 않았으나 1963년 조선민주주의인민공화국 김일성대학의 김석형이 오히려 이 칼의 명문을 근거로 임나일본부설을 부정하고 고대 삼국이 일본(당시 왜)에 식민지 국가인 분국을 세웠다는 이른바 삼한 삼국 분국설을 주장하면서 주목받게 되었다. 김석형은 1963년에 발표한 〈삼한 삼국의 일본열도 내 분국에 대하여〉라는 논문과 이 논문을 보완하여 1966년에 발표한 《초기조일관계사》라는 저서에서 칠지도가 백제가 일본 천황에게 바쳤다는 일본 학자들의 주장을 부정하고 오히려 백제 왕이 일본 천황에게 하사했다고 주장했다. 김석형의 삼국분국설은 현재 많은 부분이 수정되거나 파기되었지만, 백제 왕이 칠지도를 하사한 것이라는 학설은 남북 역사학자들의 지지를 받고 있다. 당시 유물의 상감 기법 등으로 제작 연대가 6세기로 추정되며 가지가 실제로는 7개가 아닌 6개라는 등 칠지도를 《일본서기》의 내용에 맞추는 것은 문제가 있다는 지적이 있다.
2009년 고려대연구원인 홍성화는 NHK의 X-레이 촬영으로 칠지도의 명문의 연(年)자와 월(月)자 사이에 十(십)자가 검출됨에 따라 제작일을 11월 16일로 볼 수 있다고 주장하였다. 이에 따라 11월16일이 병오(丙午)의 일간지(日干支)를 가진 연도를 산출하면 칠지도 제작연대는 369년이 아니라 408년이 되어 백제의 전지왕(腆支王)4년 11월16일에 만들어진 것을 알 수 있다. 명문(銘文)의 '泰□四年'은 전지왕 4년으로 추정할 수 있어 백제가 연호를 썼을 가능성이 제기되었다. 또한 명문의 '侯王'(후왕)도 백제에 신속(臣屬)하고 있던 후왕이라는 의미로 해석할 수 있다고 한다. 이에 따라 칠지도는 백제왕세자(百濟王世子)인 구이신(久爾辛)이 진귀하게 태어난 것을 계기로 왜왕에게 하사된 칼이라고 주장했다.

## 같이 읽어보기
- 임나일본부설
- 광개토왕릉비
- 스다하치만 신사 인물화상경

## 같이 보기
- 일본의 역사
- 한국의 역사
- 아메노히보코
- 광개토대왕릉비